# Mediendidaktik

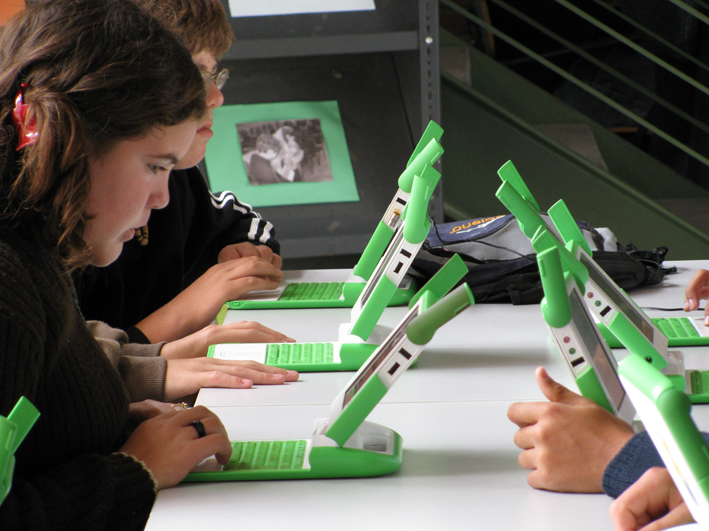
Schüler mit OLPC XO-1-Laptops

Die Mediendidaktik ist eine Teildisziplin der Pädagogik bzw. der Erziehungswissenschaft. Hier wird sie einerseits der Medienpädagogik und andererseits der Didaktik zugeordnet. Mediendidaktik beschäftigt sich mit der Verwendung und der Gestaltung von technischen Medien für Lehr- und Lernsituationen. Handlungs- und Forschungsfelder sind die Hochschullehre, der Schulunterricht sowie non-formale und informelle Lernkontexte, z. B. in der Erwachsenen- und Weiterbildung. Verwandte Bereiche sind die Medienerziehung und die Medienkunde.

## Gegenstandsbereich und Begriffsabgrenzung
Der Gegenstandsbereich der Mediendidaktik umfasst in einem weiten Verständnis die didaktisch sinnvolle Gestaltung von Lehr- und Lernsituationen mit Medien. Mediendidaktische Überlegungen basieren dabei häufig auf einem technischen Medienbegriff. Dabei gehen die didaktischen Potenziale und Wirkungen nicht allein von spezifischen Medien aus, sondern entfalten sich nur in Verbindung mit einem didaktischen Konzept und unter Berücksichtigung der jeweiligen Kontextbedingungen der Lehr- und Lernsituationen.
Je nach wissenschaftlicher Perspektive und dem jeweiligen Handlungsfeld fokussieren mediendidaktische Fragestellungen unterschiedliche Schwerpunkte. Im Kontext der Unterrichtsforschung wird häufig die Wirksamkeit mediengestützter Lehr- und Lernsituationen für fachliche Lernprozesse untersucht. Wurde aus einer technikzentrierten Perspektive in früheren Untersuchungen häufig nach der Lernwirksamkeit (digitaler) Medien gefragt, wird der Blick zunehmend auf die Wirksamkeit bestimmter methodischer Arrangements mit Medien gerichtet bzw. die spezifischen Bedingungen des Lernens in den Blick genommen. Aus lerntheoretischer Sicht wird zunehmend die Wirkmächtigkeit der Mediendidaktik in den Fokus gerückt und das Prinzip der kritisch-emanzipativen Prüfung als Gegenentwurf zu  empirischer Einseitigkeit angewendet. Aus einer psychologischen Perspektive stellt sich bei der Gestaltung von multimedialen Lerngegenständen die Frage, wie unterschiedliche Codierungsformen und Sinnesmodalitäten kombiniert werden können, um Lernprozesse zu unterstützen. Aus einer gestaltungsorientierten Perspektive beschäftigt man sich mit der Frage, wie die Konzeption von Lehr- und Lernangeboten erfolgen kann und in welcher Weise Medien zur Bearbeitung von Bildungsproblemen beitragen.
Unterschieden wird die Mediendidaktik erstens von der Medienerziehung, die einen kompetenten Umgang mit technischen Medien – gegenwärtig besonders mit dem Internet – zu vermitteln sucht. Zweitens wird sie von der informationstechnischen Bildung unterschieden, in deren Rahmen der praktische Gebrauch von Hardware und Software vermittelt wird. Zugleich erfolgt auch in mediendidaktischen Kontexten zunehmend eine Auseinandersetzung mit der Frage, welche Medienkompetenz bei den Lernenden vorausgesetzt werden kann, um sinnvoll mit Medien lernen zu können.
Nach einer Skizze der Gesamtentwicklung des Mediendidaktik-Begriffs und seiner Abgrenzung gegenüber anderen Schlüsselbegriffen der Medienpädagogik beschreibt Gerhard Tulodziecki Mediendidaktik als Teilgebiet der Medienpädagogik und der Didaktik, „das alle potenziell handlungsanleitenden Sätze zur Verwendung und Gestaltung von medialen Lernumgebungen bzw. von Medien für das Lernen und Lehren und deren Reflexion unter Einbezug empirischer Forschungsergebnisse und normativer Vorstellungen bzw. medienkundlicher und medientheoretischer sowie lern-lehr- und bildungstheoretischer Grundlagen umfasst“.

## Geschichte

### Entstehung der Mediendidaktik
Überlegungen zum bestmöglichen Einsatz von Unterrichtsmedien gibt es, seit es Unterrichtsmedien gibt. In seinem Buch Orbis sensualium pictus (1653/1658) hatte sich bereits Comenius Gedanken darüber gemacht, welche Hilfsmittel benutzt werden sollten, um Lerninhalte an Kinder und Jugendliche heranzutragen.
Eine wissenschaftliche, d. h. systematisch theoretisch fundierte Mediendidaktik entstand aber erst in den 1960er Jahren, als Paul Heimann – „unter dem Eindruck der zunehmenden Bedeutung elektronischer Massenmedien“ – die Medienwahl erstmals als eine didaktische Entscheidung herausstellte, der ebenso viel Aufmerksamkeit und Sorgfalt gebühre wie den Entscheidungen über Ziele, Inhalte und Methoden. Heimann hielt Medium, Ziel, Inhalt und Methode für eng miteinander verknüpft und legte diese These dem für den deutschsprachigen Raum überaus einflussreichen Berliner Modell zugrunde.
In den frühen 1970er Jahren haben einige Erziehungswissenschaftler, darunter Dieter Baacke, den Terminus „Mediendidaktik“ verwendet, um „Medienpädagogik“ generell zu bezeichnen. Dieser Sprachgebrauch wurde Mitte der 1970er Jahre wieder aufgegeben.

### Abweichende Entwicklung außerhalb des deutschsprachigen Raumes
Außerhalb des deutschsprachigen Raumes ist der Interdependenzthese teilweise widersprochen worden, etwa von Richard E. Clark (USC Rossier School of Education), einem Vertreter des Instruktionsdesigns. Clark vertritt die Ansicht, dass zwischen der Medienwahl und den übrigen Entscheidungsfeldern keine Abhängigkeit bestehe, da „bei genauerer Analyse jeder Inhalt, jedes Ziel, jede Methode mit jedem Medium vermittelt werden kann.“ Dieser Auffassung wurde u. a. von Robert B. Kozma widersprochen, der in einer heute berühmten Debatte die Ansicht vertrat, dass es einen engen Zusammenhang zwischen Medienwahl und didaktischen Kontextvariablen gibt. In den USA entstanden in den ausgehenden 1960er und in den 1970er Jahren Medientaxonomien: Ordnungsschemata, in denen Medien nach bestimmten Kriterien klassifiziert wurden. Die Taxonomien sollten es Lehrern vereinfachen, für jeden Unterrichtszweck das passende Medium zu bestimmen. Einige basierten auf Edgar Dales 1946 entwickeltem „Erfahrungskegel“. Eine weitere einflussreiche Taxonomie wurde 1969 von Robert Gagné eingeführt; Gagné hatte in den 1960er Jahren maßgeblich an der Entwicklung des Instruktionsdesigns mitgearbeitet. Heute werden mediendidaktische Ansätze im englischsprachigen Raum insbesondere unter dem Begriff der Educational Technology behandelt.

### Weitere Entwicklung: Schülerzentrierte und konstruktivistische Konzepte
Im deutschsprachigen Raum entwickelte sich in den ausgehenden 1960er Jahren – als Gegenbewegung zum bis dahin vorherrschenden lehrerzentrierten Unterrichtsverständnis – eine schülerzentrierte Mediendidaktik (gelegentlich als „handlungs- und teilnehmerbezogene Mediendidaktik“ bezeichnet), die neuen Lerntheorien Rechnung zu tragen versuchte und Medien nicht mehr allein nur dem Lehrer, sondern auch den Schülern überlassen wollte, damit diese die Medien, anstatt sie nur passiv wahrzunehmen, aktiv als Lernmittel nutzen und sogar selbst würden erschaffen können.
Anfang der 1990er Jahre entstand eine konstruktivistische Mediendidaktik, die ebenfalls vom Schüler ausging, ihr theoretisches Fundament aber in der von Jean Piaget begründeten konstruktivistischen Lernpsychologie fand. Ihr Hauptvertreter, Kersten Reich, ging davon aus, dass Lernen nicht Sammeln und Speichern von Information, sondern aktive gedankliche Konstruktion sei, die durch das Erschaffen eigener Lernmittel stimuliert und unterstützt werde. Ähnlich wie die schülerzentrierte Mediendidaktik stellte daher auch die konstruktivistische Didaktik die kreativen Prozesse über eine rein rezeptive Mediennutzung.

## Empirische Forschungsansätze der Mediendidaktik
Die empirischen Forschungsansätze sind bei der Beantwortung der Frage, welche Konzepte zur Verwendung von Medien in Lehr-Lernprozessen sich unterscheiden lassen und welche Überlegungen damit verbunden sind, von Bedeutung. Hierbei wird zwischen Untersuchungen zu allgemeinen Medieneffekten und zu speziellen Medienmerkmalen von interaktionsorientierten Studien und Evaluationen unterschieden. Außerdem sind diese Forschungsansätze mit verschiedenen theoretischen Annahmen und Ansätzen zur Mediengestaltung verbunden, nämlich die medientaxonomischen Ansätze (Differenzierung der Medien bezüglich ihrer Eigenschaften und Eignungen für unterschiedliche Lehraufgaben) und die lerntheoretischen Ansätze (Bezüge zu unterschiedlichen Grundorientierungen) Insgesamt unterscheidet man dann letztendlich zwischen fünf Konzepten der Medienverwendung: Lehrmittelkonzept, Arbeitsmittelkonzept, Bausteinkonzept, Systemkonzept, Lernumgebungskonzept. (vgl. Tulodziecki, 1997)

## Forschung und Lehre
- An der TU Braunschweig besteht ein Projekt teach4TU, an dem unter anderem Thomas Czerwionka arbeitet.[21]
- An der Universität Duisburg-Essen gibt es ein Learning Lab, das sich u. a. mit dem Einsatz digitaler Medien an Schulen, an Hochschulen und in der Erwachsenen- und Weiterbildung beschäftigt.[22] Dort lehrt u. a. Michael Kerres.[23]
- Die Universität Erlangen-Nürnberg bietet einen Weiterbildungsstudiengang Multimedia-Didaktik.[24]
- An der Fakultät für Kultur- und Sozialwissenschaften der Fernuniversität in Hagen lehrt die Professorin für Bildungstheorie und Medienpädagogik Claudia de Witt.[25]
- An der Universität Hamburg lehrt und forscht Kerstin Mayrberger auf einer Professur mit Schwerpunkt Mediendidaktik zur Digitalen Transformation und Higher Education.[26]
- An der Universität Paderborn besteht das LearnLab Medienpädagogik.[27] Ein Emeritus dieser Hochschule ist Gerhard Tulodziecki.[28]
- An der Universität Zürich besteht der Lehrstuhl für Allgemeine Didaktik und Mediendidaktik, geleitet von Dominik Petko.
- An der Pädagogischen Hochschule Niederösterreich gibt es ein Learning Lab zu Mediendidaktik (id²) und eines zu informatischer Bildung (Education Innovation Studio).[29]
- An der Universität Vechta existiert ein Medienkompetenzzentrum, in dem ein LearningLab integriert ist. Dies soll die Bildung in einer digital geprägten Welt unterstützen.